# György Sárosi
György Sárosi, rodným jménem György Stefanicsics (5. srpen 1912 – 20. červen 1993), byl maďarský fotbalista. Hrával na pozici útočníka či záložníka. S maďarskou reprezentací vybojoval stříbrnou medaili na mistrovství světa roku 1938. Na tomto šampionátu byl kapitánem svého týmu, vstřelil 5 branek, byl federací FIFA zpětně zařazen do all-stars a vyhlášen třetím nejlepším hráčem turnaje. Hrál i na mistrovství světa roku 1934. V národním týmu celkem odehrál 62 utkání a vstřelil 42 gólů. Celou svou kariéru strávil v jediném klubu, ve Ferencvárosi Budapešť. Roku 1937 s ním vybojoval Středoevropský pohár, tehdy nejprestižnější klubovou mezinárodní soutěž v Evropě. Je pětinásobným mistrem Maďarska (1932, 1934, 1938, 1940, 1941). Za celou kariéru nastřílel 351 branek v 383 ligových zápasech. Časopis World Soccer ho roku 1999 vyhlásil 87. nejlepším fotbalistou 20. století. Po skončení hráčské kariéry se stal trenérem, vedl řadu italských mužstev, včetně Juventusu, Bari či AS Řím.